# Georgen-Parochial-Friedhof IV

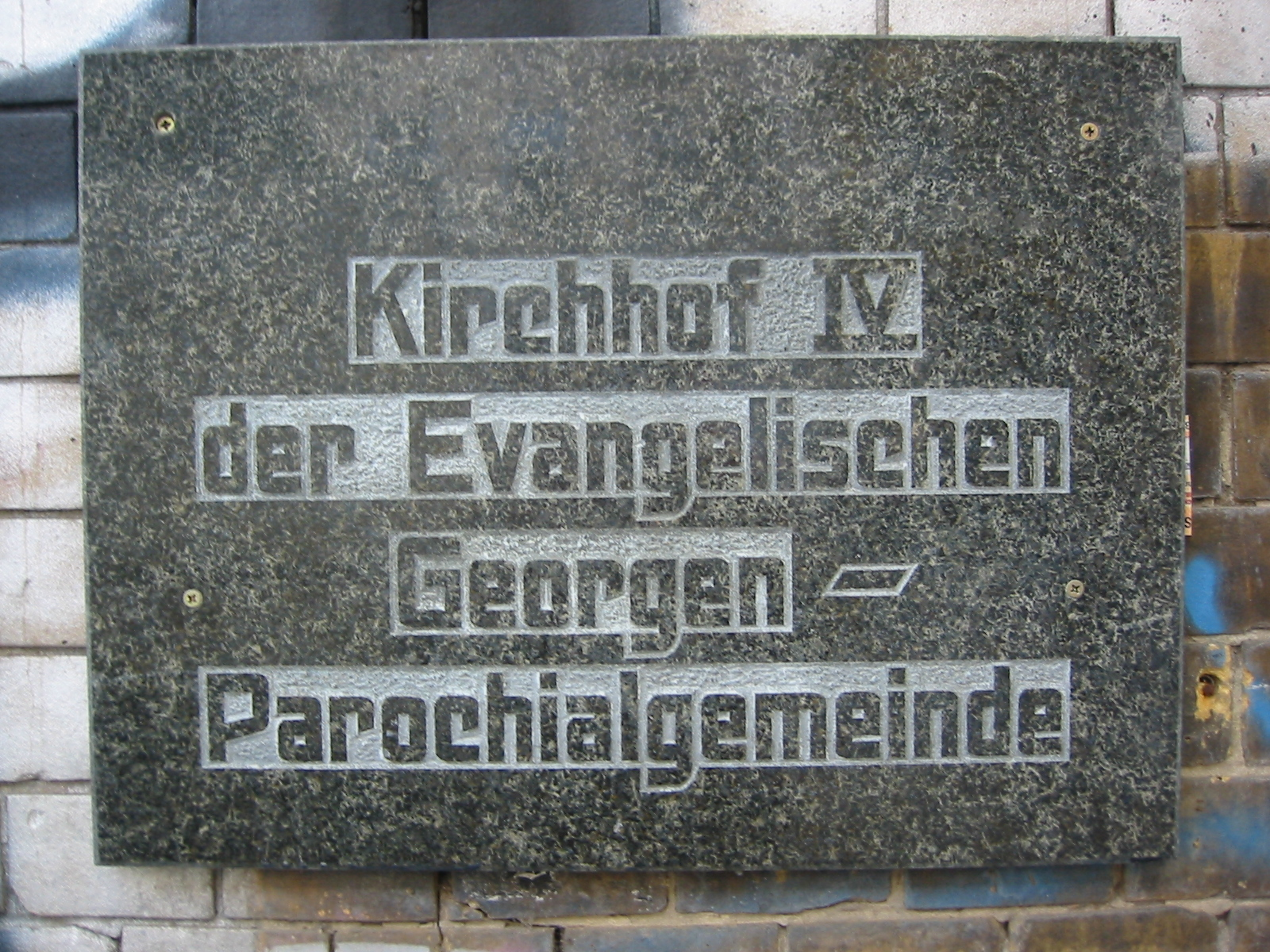
Georgen-Parochial-Friedhof IV

Der evangelische Georgen-Parochial-Friedhof IV befindet sich an der Boxhagener Straße 99–101 im Berliner Ortsteil Friedrichshain des Bezirks Friedrichshain-Kreuzberg. Der Friedhof wurde 1867 in der damaligen Kolonie Friedrichsberg angelegt und hat eine Gesamtfläche von rund zwei Hektar. Im Gegensatz zu den anderen größeren Friedhöfen Friedrichshains, die sich auf eine große und zusammenhängende Fläche zwischen der Friedenstraße und der Landsberger Allee konzentrieren, liegt er isoliert inmitten eines Wohngebiets im Boxhagener Kiez.
Im Eingangsbereich des Friedhofsgeländes steht die 1879 errichtete Friedhofskapelle und ehemalige Verheißungskirche, die heute als Theater genutzt wird.

## Grabstätten

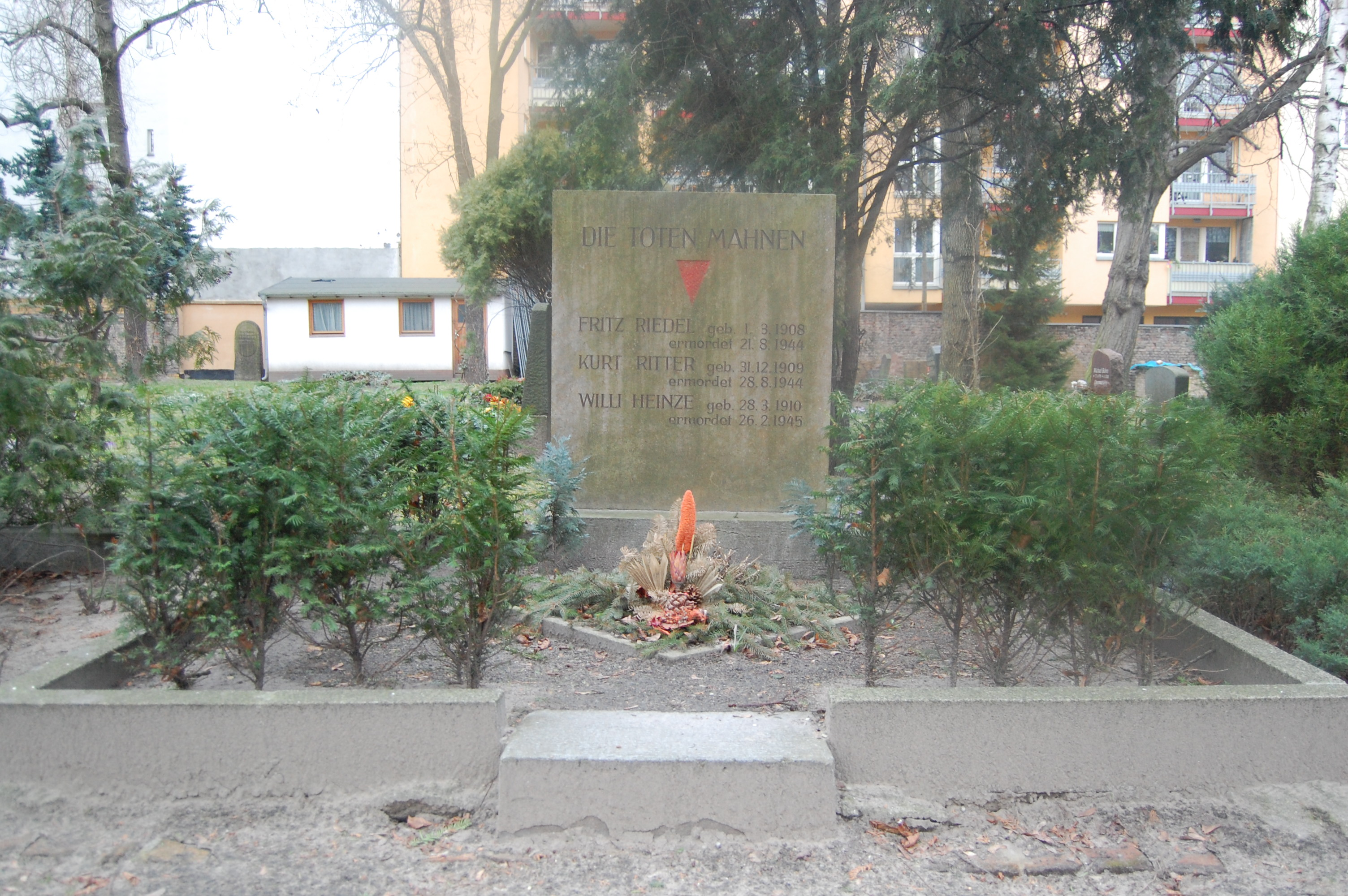
Grab der Widerstandskämpfer um Robert Uhrig

Der evangelische Friedhof befindet sich inmitten des Boxhagener Kiezes, der wie der gesamte Ortsteil seit seiner Entstehung als Arbeiterviertel bekannt ist und sich vor allem durch kleinere Fabriken und Mietskasernen auszeichnete. Entsprechend finden sich auf dem Friedhof die Grabstätten nur sehr weniger prominenter Personen. Nennenswert ist dabei vor allem der bekannte Berliner Fuhrunternehmer Otto Pohl, der zu Lebzeiten als „Kutschenkönig von Berlin“ bekannt war. Daneben ist der Rennstall- und Kinobesitzer Paul Japke hervorzuheben. Bemerkenswert sind zudem die Gräber der Gastwirte Emil Fleske und Gerhard Gericke und der Lehrschwester Brigitta Wiesner.
Ein gemeinsames Grab teilen sich die drei Arbeiter und Widerstandskämpfer gegen das nationalsozialistische Regime Fritz Riedel, Kurt Ritter und Willi Heinze, die gemeinsam der Widerstandsgruppe um Robert Uhrig angehörten und in den Jahren 1944 und 1945 ermordet wurden.

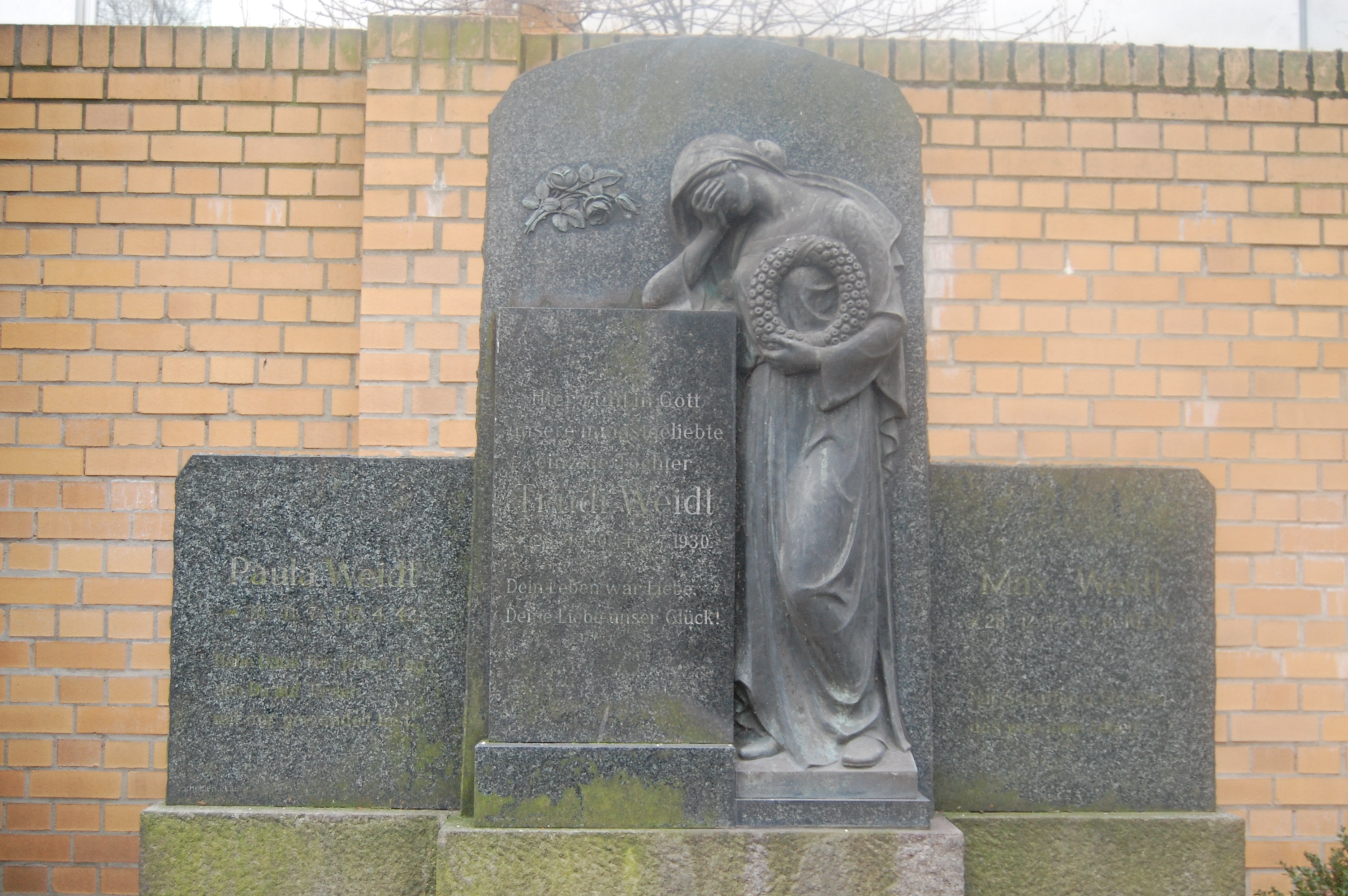
Kontoristin Trudi Weidt
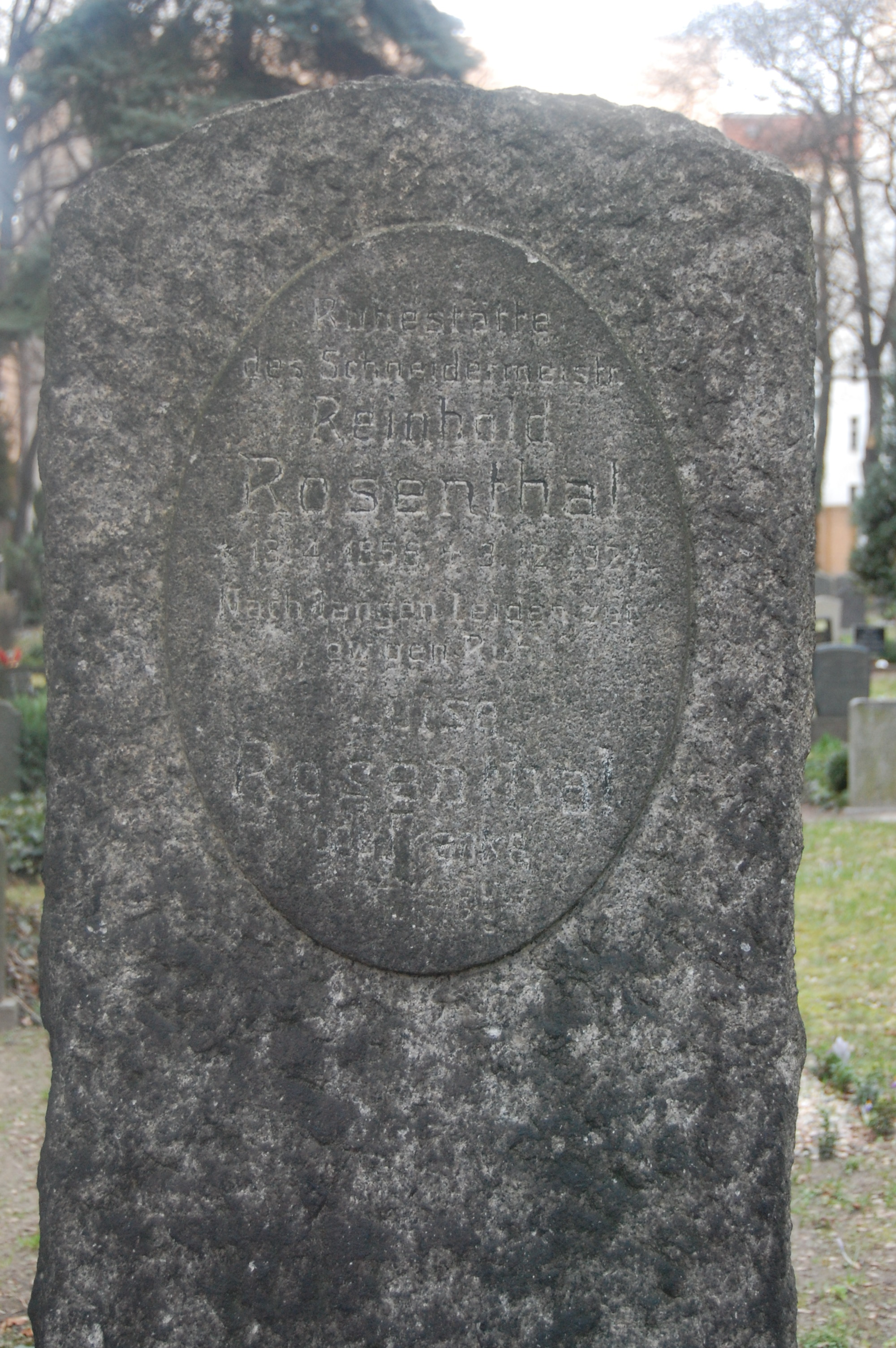
Schneidermeister Reinhold Rosenthal
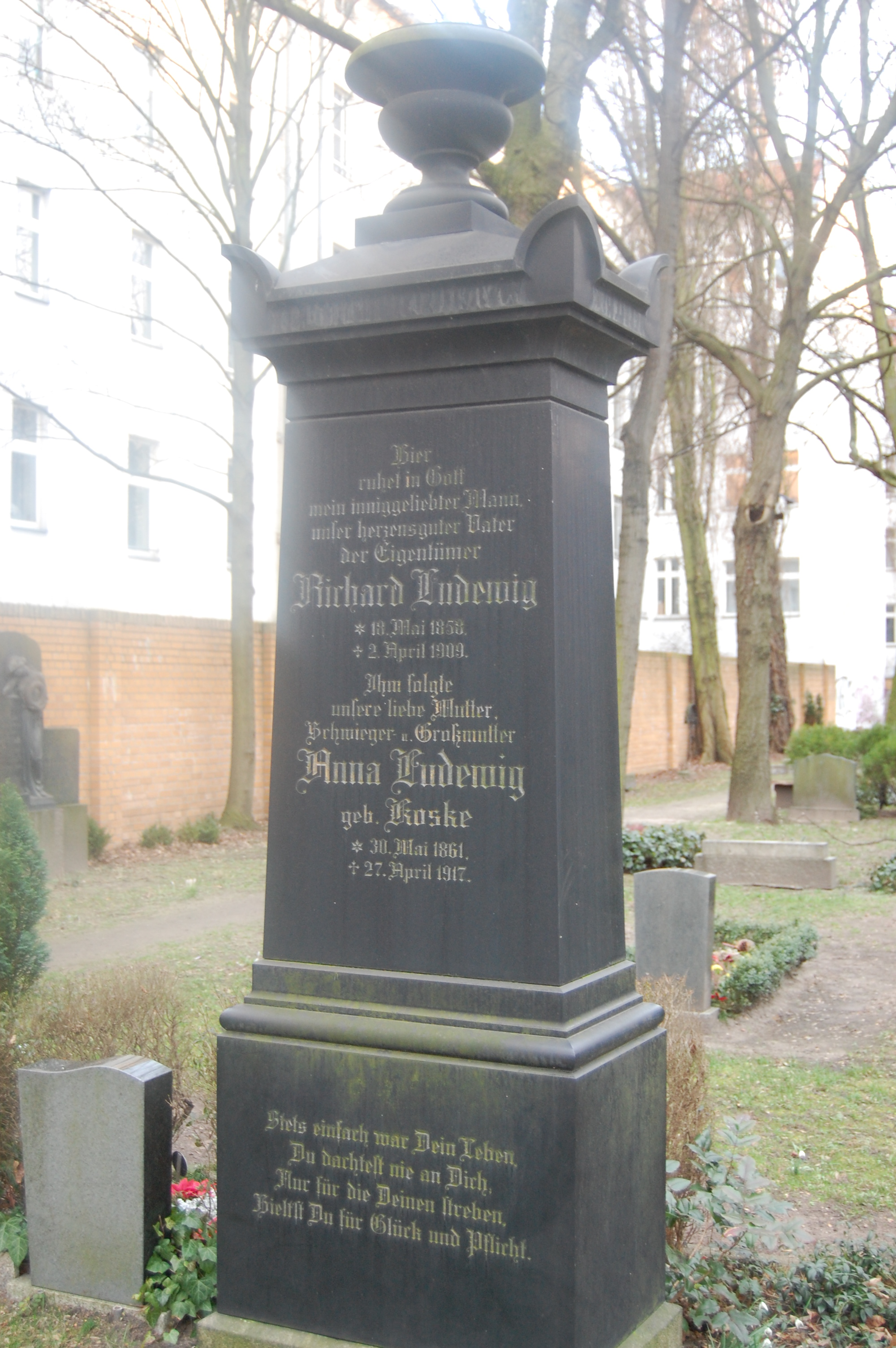
Schankwirt Richard Ludewig
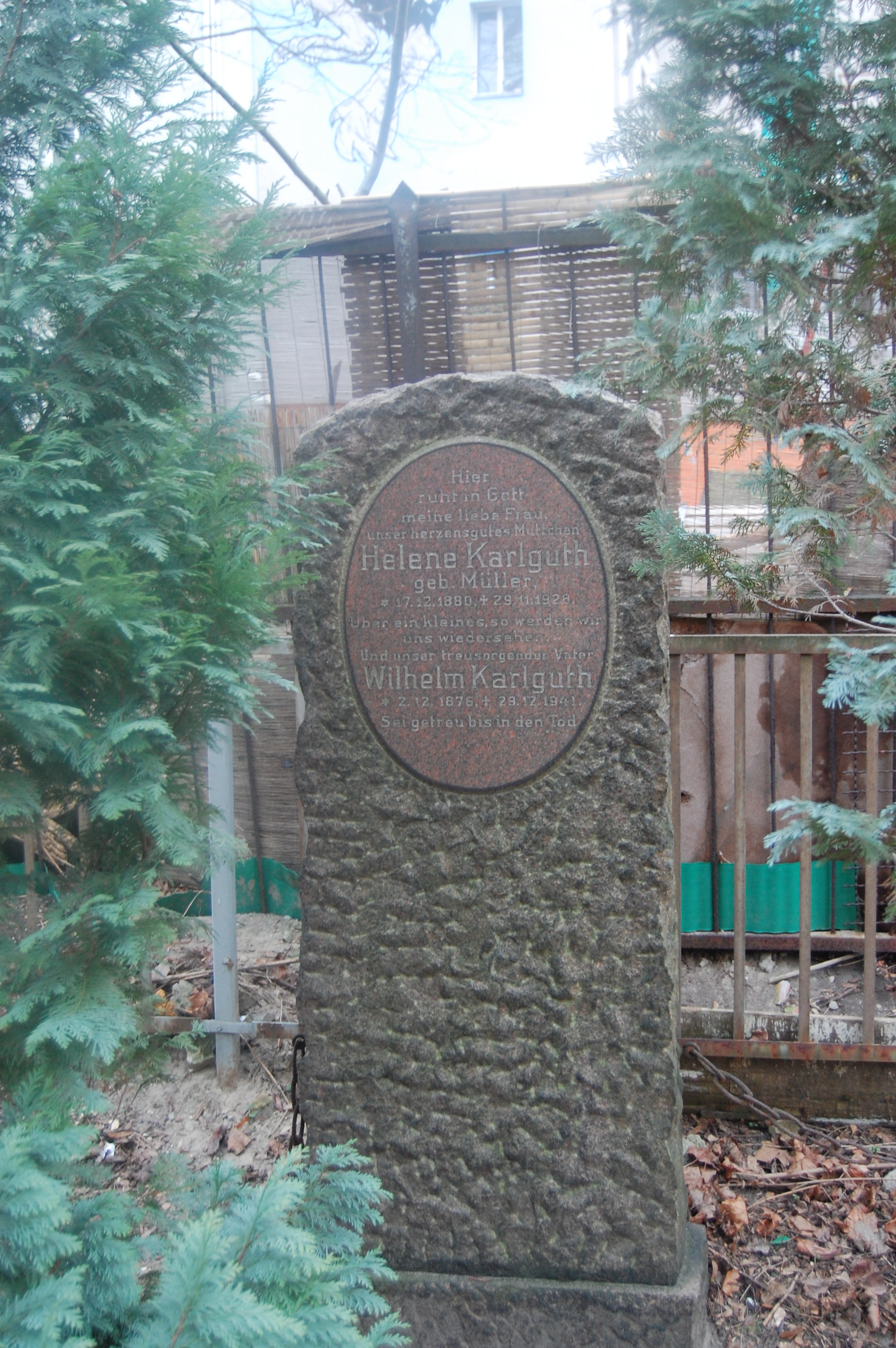
Maurer Wilhelm Karlguth

## Friedhofskapelle

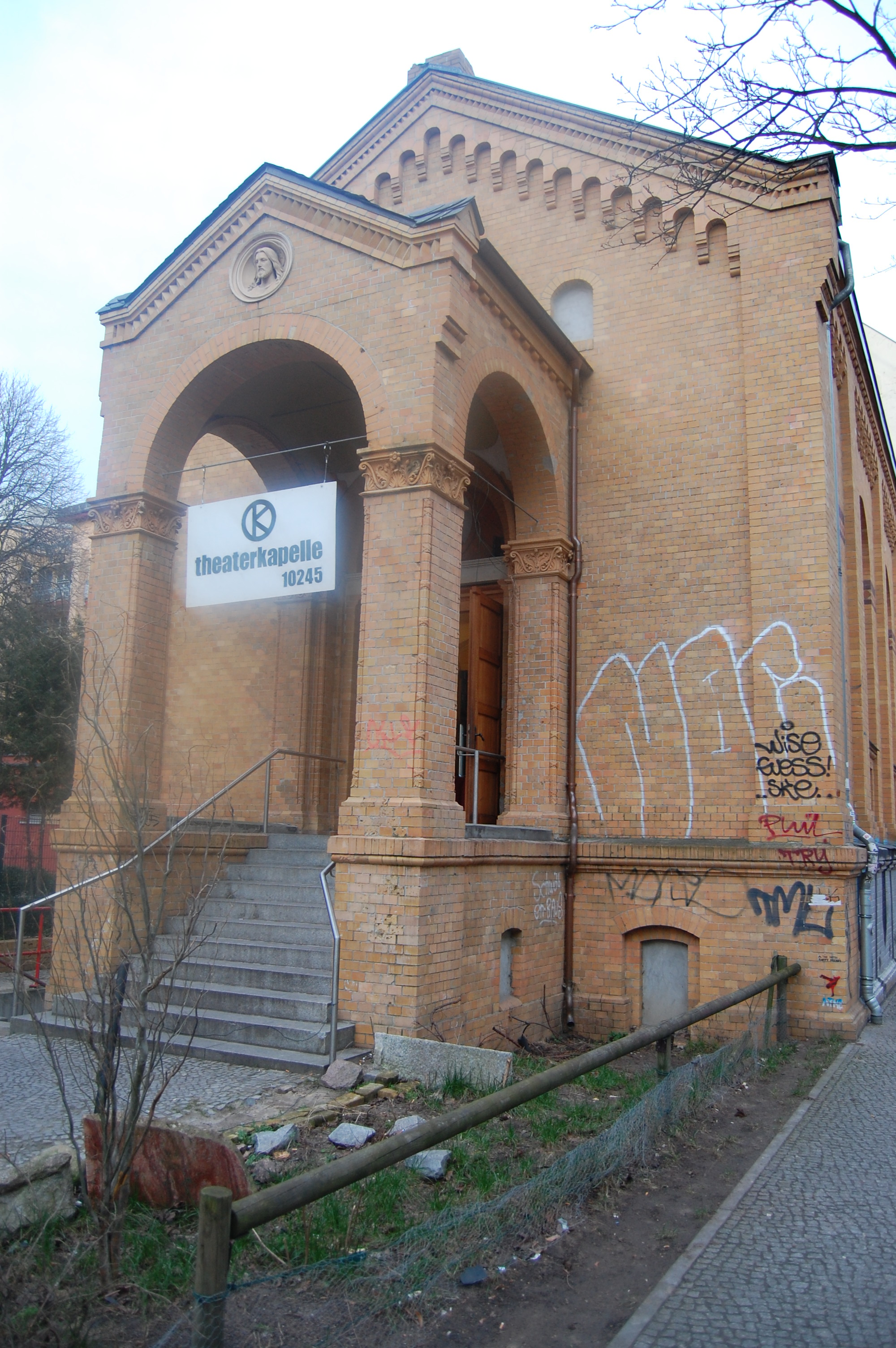
Friedhofskapelle

Die Friedhofskapelle des Georgen-Parochial-Friedhofs IV wurde 1879 eingeweiht. Den Entwurf für das Gebäude lieferten die Architekten Gustav Knoblauch und Hermann Wex. Die Kapelle ist als rechteckiger Bau mit gelber Klinkerung und einem Satteldach ausgestattet. Außerdem besitzt er in der Lisenengliederung, den Rundbogenfenstern, dem Portikus und der Chorapsis einen deutlich an die klassizistische Bauweise Karl Friedrich Schinkels und dessen Nachfolger angepassten Stil. Stilistisch folgten die Baumeister der zeitüblichen Tendenz zu mittelalterlichen, hier romanischen Formen.
Zwischen 1948 und 1950 erfolgte ein Umbau des Gebäudes, das seit 1949 von der evangelischen Verheißungs-Kirchengemeinde genutzt wird. Von 2015 bis 2018 wurde die Kapelle saniert und im Oktober 2018 unter dem Namen Kapelle99 als Spielstätte für Theater und Performance neu eröffnet. Im Erdgeschoss befindet sich eine Bühne sowie Platz für 100 Zuschauer. Im Jahr 2024 hat der Bezirk Friedrichshain-Kreuzberg die Kapelle vom Evangelischen Friedhofsverband Berlin Stadtmitte angemietet und für eine weitere kulturelle Nutzung gesichert. Die Räumlichkeiten werden auch durch die Volkshochschule und die Musikschule genutzt.